# Yann Samuell
Yann Samuell (7 giugno 1965) è un regista e sceneggiatore francese.

## Filmografia

### Regista
- Amami se hai coraggio (Jeux d'enfants) (2003)
- My Sassy Girl (2008)
- Carissima me (L'âge de raison) (2010)
- La Guerre des boutons (2011)
- The Great Ghost Rescue (2011)
- Canterville - Un fantasma per antenato (Le fantôme de Canterville) (2016)
- La Guerre des Lulus (2023)

### Sceneggiatore
- Amami se hai coraggio (Jeux d'enfants), regia di Yann Samuell (2003)
- Carissima me (L'âge de raison), regia di Yann Samuell (2010)
- La Guerre des boutons, regia di Yann Samuell (2011)
- The Great Ghost Rescue, regia di Yann Samuell (2011)